# العصرية (ماوية)

تعديل مصدري - تعديل

العصرية  هي إحدى قرى مديرية ماوية بمحافظة تعز اليمنية، بلغ تعداد سكانها 388 نسمة حسب التعداد السكاني في اليمن في 2004.